# Middleton (Town)
Die Town of Middleton ist eine von 34 Towns im Dane County im US-amerikanischen Bundesstaat Wisconsin. Im Jahr 2010 hatte die Town of Middleton 5877 Einwohner.
Town hat in Wisconsin eine grundlegend andere Bedeutung, als im übrigen englischsprachigen Bereich. Vielmehr entspricht sie den in den anderen US-Bundesstaaten üblichen Townships, die nach dem County die nächstkleinere Verwaltungseinheit bilden.
Das Gebiet der Town of Middleton ist Bestandteil der Metropolregion Madison.

## Geografie
Die Town of Middleton liegt im Süden Wisconsins, im westlichen Vorortbereich von dessen Hauptstadt Madison. Der am Mississippi gelegene Schnittpunkt der drei Bundesstaaten Wisconsin, Iowa und Minnesota liegt rund 170 km westnordwestlich; nach Illinois sind es rund 75 km in südlicher Richtung.
Die Koordinaten des geografischen Zentrums der Town of Middleton sind 43°04′42″ nördlicher Breite und 89°33′23″ westlicher Länge. Sie erstreckt sich über eine Fläche von 45,8 km².
Die Town of Middleton liegt im Zentrum des Dane County und grenzt an folgende Nachbartowns:
| Town of Berry        | Town of Springfield                         | City of Middleton |
| Town of Cross Plains | Kompassrose, die auf Nachbargemeinden zeigt | City of Madison   |
| Town of Springdale   | Town of Verona                              |                   |

## Verkehr
Der U.S. Highway 14 verläuft in West-Ost-Richtung durch den Norden der Town of Middleton. Daneben führen noch die County Highways M und S durch die Town. Alle weiteren Straßen sind untergeordnete Landstraßen sowie teils unbefestigte Fahrwege.
Der nächste Flughafen ist der Dane County Regional Airport in Wisconsins Hauptstadt Madison (rund 35 km nordöstlich).

## Bevölkerung
Nach der Volkszählung im Jahr 2010 lebten in der Town of Middleton 5877 Menschen in 1996 Haushalten. Die Bevölkerungsdichte betrug 128,3 Einwohner pro Quadratkilometer. In den 1996 Haushalten lebten statistisch je 2,93 Personen.
Ethnisch betrachtet setzte sich die Bevölkerung zusammen aus 95,2 Prozent Weißen, 0,6 Prozent Afroamerikanern, 0,1 Prozent amerikanischen Ureinwohnern, 2,5 Prozent Asiaten sowie 0,3 Prozent aus anderen ethnischen Gruppen; 1,4 Prozent stammten von zwei oder mehr Ethnien ab. Unabhängig von der ethnischen Zugehörigkeit waren 1,7 Prozent der Bevölkerung spanischer oder lateinamerikanischer Abstammung.
29,5 Prozent der Bevölkerung waren unter 18 Jahre alt, 61,7 Prozent waren zwischen 18 und 64 und 8,8 Prozent waren 65 Jahre oder älter. 49,7 Prozent der Bevölkerung war weiblich.
Das mittlere jährliche Einkommen eines Haushalts lag bei 122.754 USD. Das Pro-Kopf-Einkommen betrug 81.306 USD. 2,1 Prozent der Einwohner lebten unterhalb der Armutsgrenze.

## Ortschaften in der Town of Middleton
Neben Streubesiedlung existiert in der Town of Middleton mit West Middleton noch eine gemeindefreie Siedlung.